# Giora Joseftal
Giora Joseftal (hebrejsky: גיורא יוספטל, rodným jménem Georg Josephthal, 9. srpna 1912 – 23. srpna 1962) byl sionistický aktivista, izraelský politik a poslanec Knesetu za stranu Mapaj.

## Biografie
Narodil se v Norimberku v Německé říši. Vystudoval střední školu a pak právo a ekonomii na Ruprecht-Karls-Universität v Heidelbergu, na Ludwig-Maximilians-Universität München v Mnichově, na Universität Basel v Basileji a Humboldtově univerzitě v Berlíně. Získal doktorát z práv. V roce 1938 přesídlil do dnešního Izraele. Jeho manželkou byla politička Senetta Joseftal.

## Politická dráha
V mládí byl aktivní v židovských a sionistických organizacích. V roce 1932 vstoupil do hnutí ha-Bonim, od roku 1933 byl předsedou mládežnického odboru při židovské obci v Bavorsku. V roce 1934 se přestěhoval do Berlína. Byl tajemníkem organizace Alija mládeže a od roku 1936 generálním tajemníkem organizace he-Chaluc v Německu. Po odchodu do dnešního Izraele byl vyslán do Londýna, aby vyjednával o záchraně německého Židovstva. V roce 1939 se vrátil do dnešního Izraele a zřídil v obci Ra'anana pracovní kolektiv, ze kterého se pak utvořilo osadnické jádro, které roku 1945 založilo kibuc Gal'ed. Zde pak Giora Joseftal žil. Roku 1943 se zapsal do britské armády. Od roku 1945 zodpovídal v Židovské agentuře za imigraci. V letech 1947–1952 pak zasedal ve vedení Židovské agentury, později byl jejím pokladníkem a jedním z vyjednávačů ohledně dohody o reparacích mezi Izraelem a Západním Německem. V letech 1956–1959 byl také generálním tajemníkem strany Mapaj.
V izraelském parlamentu zasedl poprvé po volbách v roce 1959, do nichž šel za Mapaj. V parlamentu se objevil i po volbách v roce 1961, kdy kandidoval opět za Mapaj. Zemřel během funkčního období parlamentu. Jeho místo v Knesetu zaujala Chana Lamdan.
Zastával četné vládní posty. V letech 1959–1961 byl ministrem práce, v letech 1961–1962 také ministrem bydlení a ministrem rozvoje.